# Paul Amargier
Paul Amargier, né le 15 juin 1924 à Montpellier et mort le 8 janvier 2021 à Marseille, est un religieux dominicain et historien de la Provence.

## Biographie
Très jeune, Paul Amargier se trouve orphelin de mère, emportée par la tuberculose. Attiré par la vie monastique, il se décide pour l’Ordre des prêcheurs après la lecture d’un livre du Père Yves Congar. Il entre dans la province de Toulouse en 1942 sous le nom de frère Paul-Antonin. Novice à Toulouse, il fait profession en 1943 puis il étudie la philosophie et la théologie à Saint-Maximin. Après des études d'histoire à Fribourg auprès du Père Marie-Humbert Vicaire, il est assigné au couvent de Marseille en 1952. Enseignant au studium de Saint-Maximin avant son transfert à Toulouse, il commence son travail d'historien-chercheur dans le cadre de l’Université de Provence sous la conduite du professeur Georges Duby. Fin latiniste et amoureux de la Provence, il consacre de nombreux ouvrages à sa période médiévale et à l'héritage spirituel du monachisme cassianite. Il a beaucoup collaboré avec l’Institut historique dominicain et travaillé pour le gouvernement de l’Ordre après le Concile Vatican II.
Cinéphile passionné, il tient pendant plusieurs années une chronique de cinéma dans Le Provençal. Présent au festival de Cannes en 1958-1959, il parlera des « deux personnalités électriques » qu’il lui a été donné de rencontrer dans sa vie : Pie XII et Sophia Loren.
Dans les années 1980-1990 il assure un ministère à l'abbaye de Saint-Victor. Puis, il continue à servir l'Église de Marseille dans la paroisse des Accoules.
En 1986, il est élu à l’Académie de Marseille. En 2009, il devient membre associé du Félibrige.
Il meurt le 8 janvier 2021 à l'hôpital Saint-Joseph à Marseille,.

## Publications (sélection)
- Paul Amargier - (Texte établi sous la direction de) - Cartulaire de Trinquetaille - 1972
- Paul Amargier - Un moine pour notre temps ISARN - Paroisse de Saint-Victor MARSEILLE 1982, opuscule de 32 pages.
- Paul Amargier - Dauphine de Puimichel et son entourage au temps de sa vie aptésienne (1345-1360) et André Vauchez, dans Le peuple des saints. Croyances et dévotions en Provence et Comtat Venaissin des origines à la fin du Moyen Âge, Éd. Académie de Vaucluse et CNRS, 1987 (ISBN 2906908002)
- Paul Amargier - Un âge d'or du monachisme, Saint-Victor de Marseille (990-1090) - P. Tacussel éditeur, 1990
- Paul Amargier/Charlet - Münzer H., L’itinéraire de Jérôme Münzer en l’an 1495 (traduction de P. Amargier et J.-L. Charlet), dans Deux voyageurs allemands en Provence et en Dauphiné à la fin du XVe siècle, Provence historique, XLI, fasc. 166, oct.-nov.-déc. 1991, pp. 586–599.
- Paul Amargier - Marseille au Moyen Age - Éditions La Thune, 1996
- Paul Amargier - Marseille au Ve siècle - Éditions La Thune, 1998
- Paul Amargier - Balade dans les vieux quartiers de Marseille - Éditions Jeanne Laffitte, 2004